# Noah Baumbach
Noah Baumbach (sinh ngày 3 tháng 9 năm 1969) là một nam nhà làm phim người Mỹ gốc Do Thái. Nổi tiếng qua những đóng góp trong dòng phim tâm lý – tình cảm – xã hội mang phong cách hài châm biếm, những bộ phim của ông thường được truyền cảm hứng bởi những nhà làm phim khác như Whit Stillman và Woody Allen. Trong suốt sự nghiệp của mình, ông thường xuyên cộng tác với Greta Gerwig, Adam Driver và Wes Anderson. 
Bắt đầu sự nghiệp của mình vào năm 1995, Baumbach được khán giả để ý sớm qua hai tác phẩm đầu tay Kicking and Screaming (1995) và Mr. Jealousy (1997). Sự nghiệp của ông chỉ bắt đầu sang trang khi tác phẩm Mồi mực và cá voi (2005) của ông được giới chuyên môn cũng như khán giả đánh giá cao về mặt nghệ thuật cũng như nội dung, và đồng thời còn giúp ông được đề cử giải Oscar cho kịch bản gốc xuất sắc nhất. 
Từ năm 2010, ông bắt đầu hợp tác với Greta Gerwig để cho ra mắt những bộ phim gồm Greenberg (2010), Frances Ha (2012), Mistress America (2015), White Noise (2022) và Barbie (2023). Ngoài ra, ông còn hợp tác viết kịch bản với Wes Anderson qua các bộ phim The Life Aquatic with Steve Zissou (2004) và Ngài cáo tuyệt vời (2009). Năm 2019, tác phẩm Câu chuyện hôn nhân của ông một lần nữa được khán giả và giới chuyên môn khen ngợi, qua đó giúp ông được đề cử giải Oscar cho hai hạng mục Kịch bản gốc xuất sắc nhất và Phim hay nhất. Cùng với Gerwig, ông tiếp tục được đề cử giải Oscar cho kịch bản chuyển thể xuất sắc nhất tại giải Oscar lần thứ 96 qua tác phẩm Barbie (2023).

## Đời tư
Năm 2005, ông kết hôn với nữ diễn viên Jennifer Jason Leigh và cả hai có một đứa con trai. Tám năm sau, ông chính thức ly hôn với Leigh sau khi ông bị chính người vợ của mình kiện lên tòa do những bất đồng quan điểm không thể hòa giải. Cuối năm 2011, ông đã có quan hệ tình cảm với Greta Gerwig, người sau này trở thành người vợ thứ hai của ông. Về sau, Gerwig đã hạ sinh cho Baumbach thêm hai người con.

## Danh sách phim

### Phim truyền hình
| Năm  | Phim            | Đạo diễn | Kịch bản | Ghi chú              |
| ---- | --------------- | -------- | -------- | -------------------- |
| 2000 | Thirty          | Không    | Có       | Điện ảnh truyền hình |
| 2012 | The Corrections | Có       | Có       | Tập mở đầu           |

### Phim điện ảnh
| Năm  | Phim                               | Đạo diễn | Kịch bản | Sản xuất          | Ghi chú                                                       |
| ---- | ---------------------------------- | -------- | -------- | ----------------- | ------------------------------------------------------------- |
| 1995 | Kicking and Screaming              | Có       | Có       | Không             | Viết cốt truyện cùng với Oliver Berkman Vào vai Danny         |
| 1997 | Highball                           | Có       | Có       | Không             | Chưa hoàn thành Vào vai Philip                                |
| 1997 | Mr. Jealousy                       | Có       | Có       | Không             | Vào vai Arliss                                                |
| 2000 | Conrad & Butler Take a Vacation    | Có       | Có       | Không             | Phim ngắn                                                     |
| 2004 | The Life Aquatic with Steve Zissou | Không    | Có       | Không             | Viết kịch bản cùng với Wes Anderson Vào vai Phillip           |
| 2005 | Mồi mực và cá voi                  | Có       | Có       | Không             |                                                               |
| 2007 | Margot at the Wedding              | Có       | Có       | Không             |                                                               |
| 2009 | Alexander the Last                 | Không    | Không    | Có                |                                                               |
| 2009 | Ngài cáo tuyệt vời                 | Không    | Có       | Không             | Viết kịch bản cùng với Wes Anderson                           |
| 2010 | Greenberg                          | Có       | Có       | Không             | Viết cốt truyện cùng với Jennifer Jason Leigh                 |
| 2012 | Madagascar 3: Thần tượng châu Âu   | Không    | Có       | Không             | Viết kịch bản cùng với Eric Darnell                           |
| 2012 | Frances Ha                         | Có       | Có       | Có                | Viết kịch bản cùng với Greta Gerwig                           |
| 2014 | While We're Young                  | Có       | Có       | Có                |                                                               |
| 2014 | Cô nàng ngớ ngẩn                   | Không    | Không    | Giám đốc sản xuất |                                                               |
| 2015 | Mistress America                   | Có       | Có       | Có                | Viết kịch bản cùng với Greta Gerwig                           |
| 2015 | De Palma                           | Có       | Không    | Có                | Phim tài liệu Đồng đạo diễn và sản xuất cùng với Jake Paltrow |
| 2017 | Chuyện nhà Meyerowitz              | Có       | Có       | Có                |                                                               |
| 2019 | Câu chuyện hôn nhân                | Có       | Có       | Có                |                                                               |
| 2022 | White Noise                        | Có       | Có       | Có                |                                                               |
| 2023 | Nàng Barbie                        | Không    | Có       | Không             | Viết kịch bản cùng với Greta Gerwig                           |